# Чистець візантійський
Чистець візантійський або Чистець шерстистий (Stachys byzantina K.Koch) — вид багаторічних трав'янистих рослин роду чистець (Stachys) родини глухокропивові (Lamiaceae).

## Поширення
Вид росте у дикому стані у регіоні Середземного Моря та Передньої Азії, вирощують як декоративну рослину у садах та на клумбах.

## Ботанічний опис
Багаторічна трав'яниста рослина висотою 20–60 см.
Стебла прямі або гіллясті, сріблясті, повстяно-шерстисто запушені.
Прикореневі та нижні стеблові листки лопатеві або довгасто-лінійні.
Суцвіття утворює густий щільний колос. Чашечка трубчаста з трикутними зубцями, шерстисто-запушена. Віночок зовні запушений, рожевий, трубка його не видається з чашечки, тичинкові нитки видаються з віночка.
Плід — довгасті, бурі, голі горішки.

## Використання
Декоративна рослина, часто вирощують у садах. Вона підходить для альпійських гірок, рабаток, як ґрунтопокривна рослина. Окрім того, можуть вирощуватися у контейнерах. Декоративним є сріблясто запушені стебла та листки.

## Вирощування
Добре переносить посуху та росте на повному сонці та у півтіні. Найкраще почувається на супіщаних або скелястих ґрунтах. Не вимагає сильного підживлення та поливу, pH ґрунту не відіграє суттєвої ролі. Вид витривалий, морозостійкий. Листки зберігаються навіть у зимовий період.

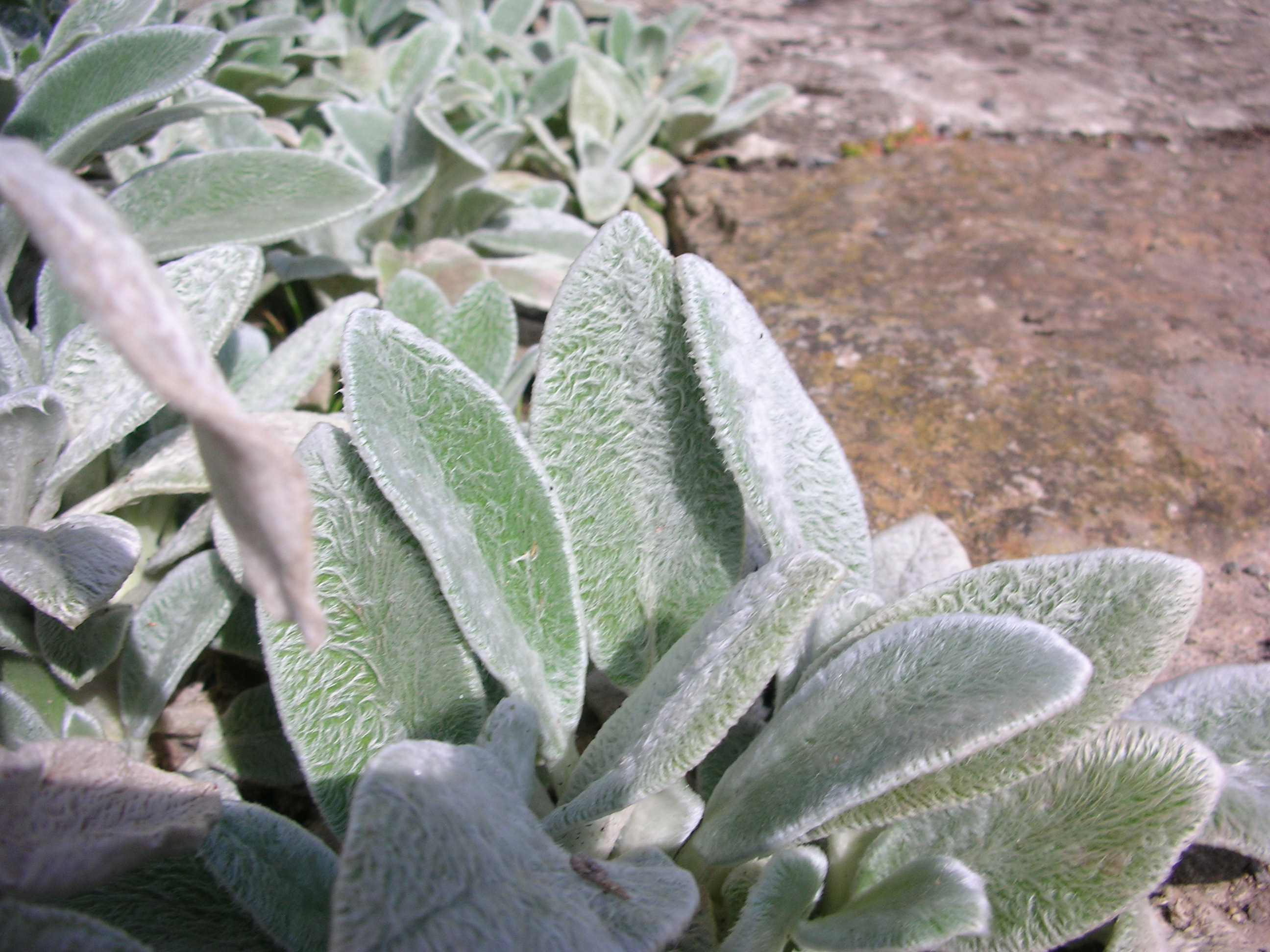
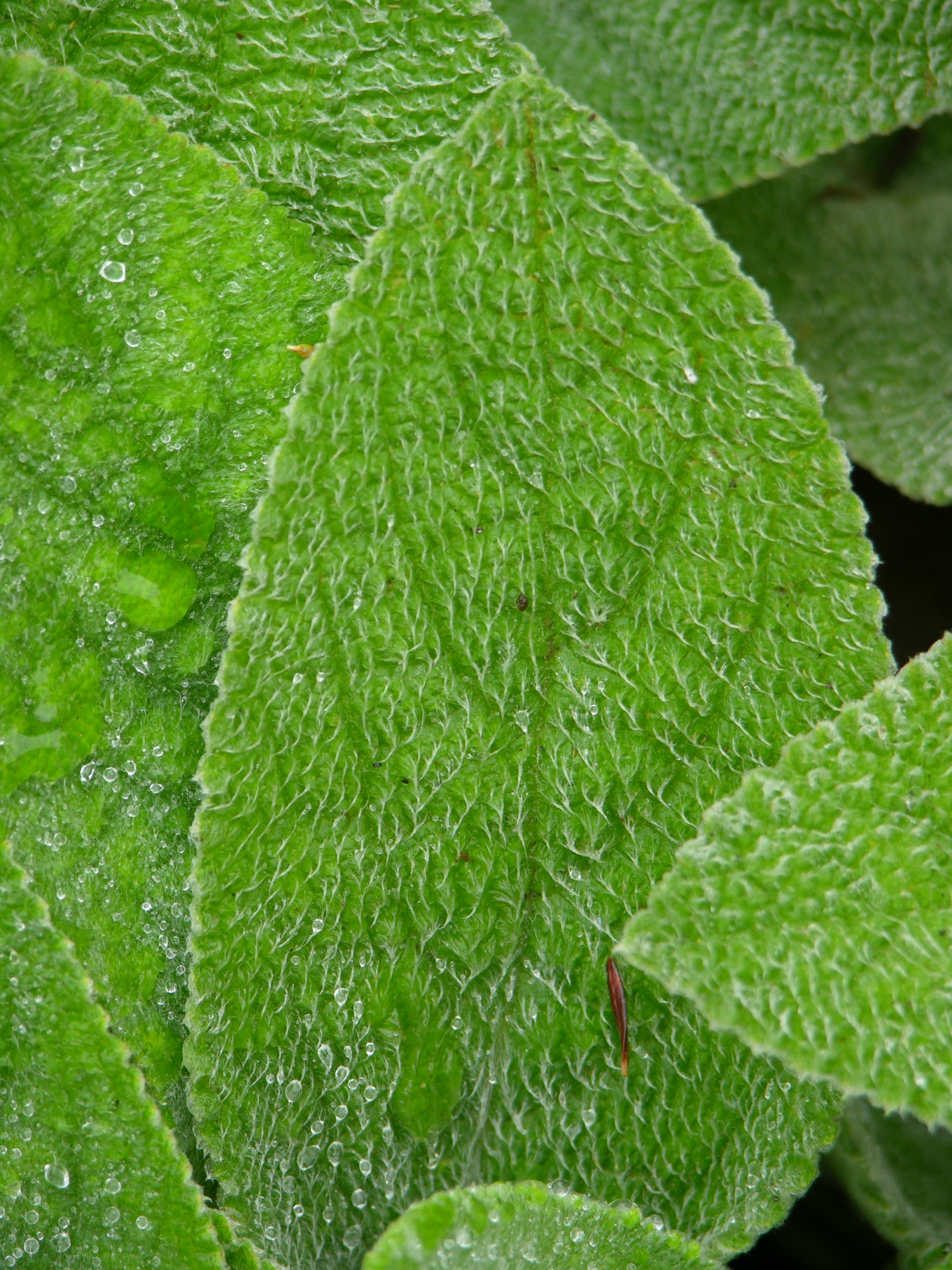
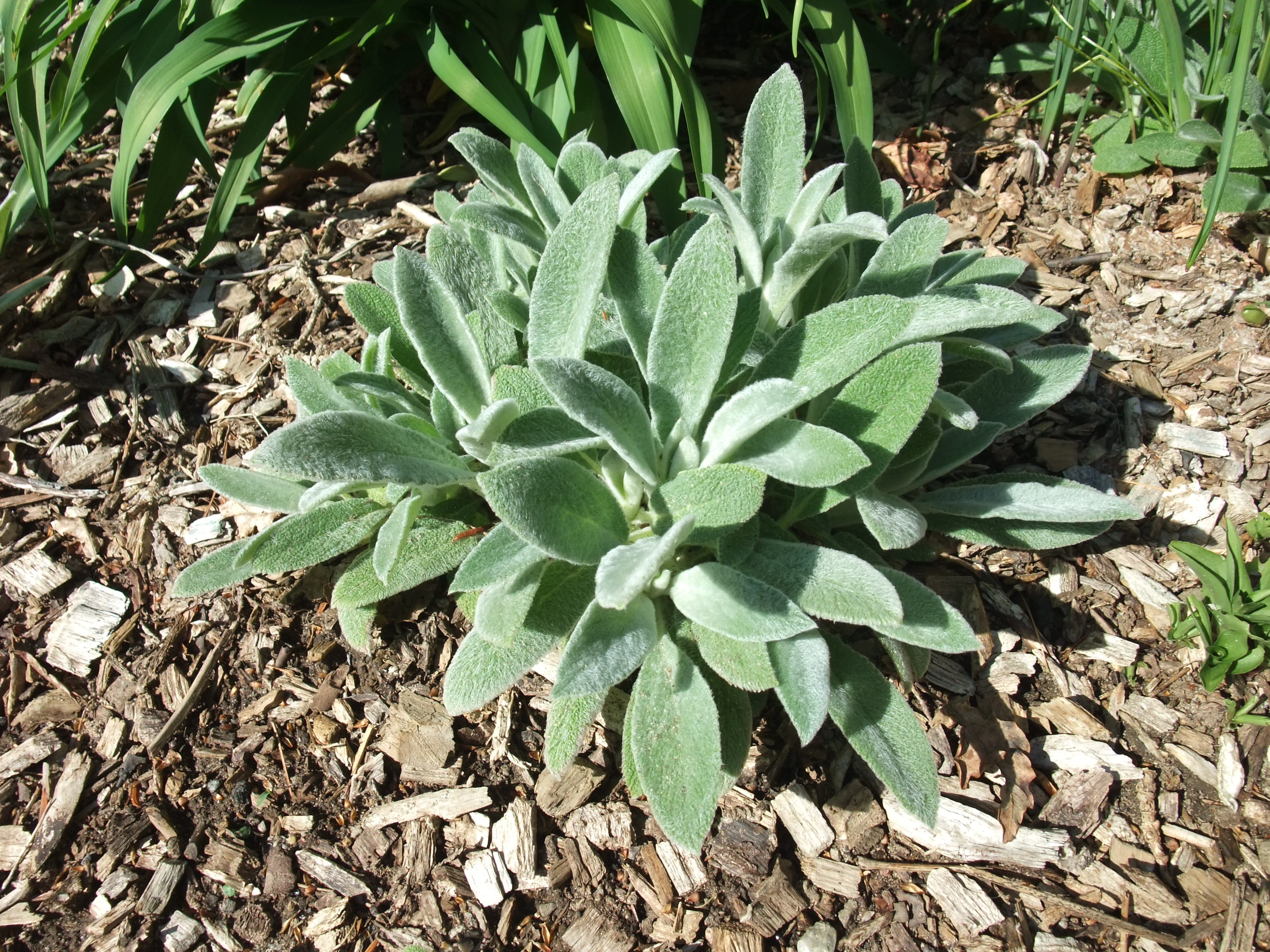